# Il merciaio di La Spezia
Il merciaio di La Spezia è un dipinto di Telemaco Signorini del 1859.

## Storia
Un secondo viaggio di studio lo porta in un luogo che gli rimarrà caro per tutta la sua vita: la zona del Golfo della Spezia. Abbiamo il bozzetto di un disegno eseguito durante questo soggiorno tra il 1835 - 1901.

## Descrizione
Raffigura il paesaggio di un sobborgo ligure.
In quest'opera è la prima in cui la macchia viene usata in una scena contemporanea e non storica. Sono rappresentate queste donne in costume tradizionale e bambini che corrono intorno al merciaio.
Dipinti come Il quartiere degli israeliti a Venezia e Il merciaio di La Spezia, impressionarono in modo negativo il pubblico per il disincantato realismo.